# Evangelische Kirche (Hermannrode)

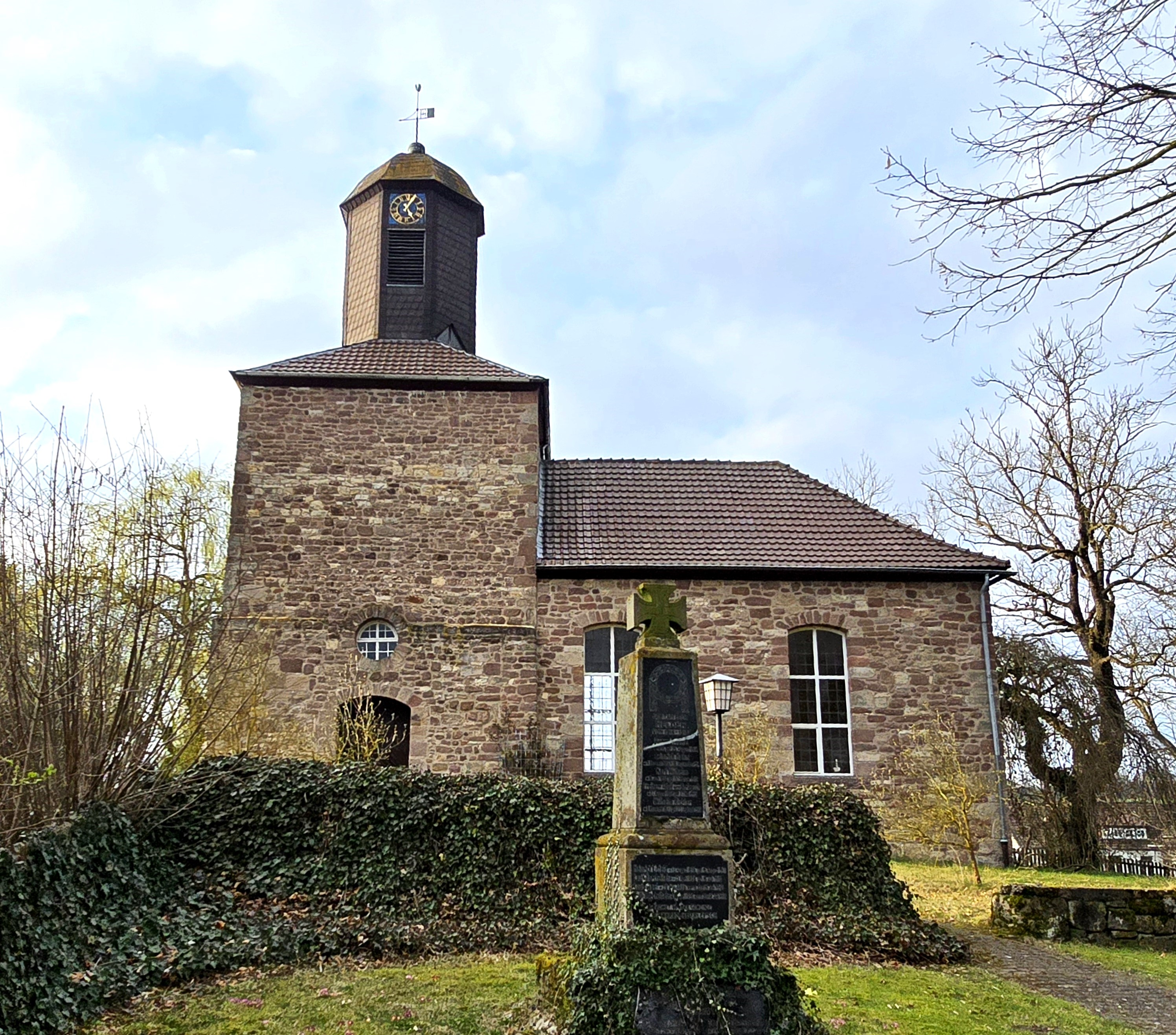
Evangelische Kirche zu Hermannrode

Die evangelische Kirche Hermannrode ist ein denkmalgeschütztes Kirchengebäude im Ortsteil Hermannrode der Gemeinde Neu-Eichenberg im Werra-Meißner-Kreis in Hessen. Die Kirchengemeinde gehört zum Kirchenkreis Werra-Meißner im Sprengel Kassel der Evangelischen Kirche von Kurhessen-Waldeck.

## Beschreibung
Reste des Mauerwerks einer ehemaligen, erstmals 1305 genannten Wehrkirche sind im westlichen Kirchturm vorhanden. 1775 wird die Kirche barock umgestaltet. Der mit einem flachen Pyramidendach bedeckte Kirchturm erhielt einen achteckigen, schiefergedeckten Aufsatz, der die Turmuhr und den Glockenstuhl beherbergt. Darauf sitzt eine glockenförmige Haube. Das Satteldach des Kirchenschiffs ist im Osten abgewalmt.